# Maison des Frères des Écoles chrétiennes
La Maison des Frères des Écoles chrétiennes est un monument historique situé à Caluire-et-Cuire, dans le département du Rhône, en France. Il abrite aujourd'hui l'hôtel de ville de Caluire-et-Cuire.

## Histoire
Un château se dresse en ces lieux dès le XVIIe siècle. Il appartient alors à Jean Gay, puis passe de mains en mains jusqu'à celles de Barthélémy Gubian qui en est le possesseur jusqu'à la Révolution française ; le château est alors pillé et ses archives brûlées. Les bâtiments ayant échappé à l'incendie, servent d’hôpital pour l'armée de la Convention lors du soulèvement de Lyon en 1793.
En 1845, le parc et la chapelle du château sont cédés par son propriétaire François Coignet aux Frères des Écoles chrétiennes. Ceux-ci construisent le bâtiment principal en 1846, bâtiment qui deviendra un centre de formation pour des religieux voués à l'éducation des jeunes des classes modestes (noviciat) et une maison de retraite pour les frères et les infirmes ; les pierres constituant la façade ouest viennent de Préty.
En 1870, le bâtiment est déclaré bien communal et est converti en caserne. Il accueille des blessés lors de la guerre franco-prussienne de 1870. En octobre, les frères sont expulsés et ne reviennent qu'en 1871. Le préfet Paul-Armand Challemel-Lacour et la commune de Caluire-et-Cuire qui ont ordonné cette expulsion sont condamnés à verser des dommages et intérêts. La communauté utilise cette somme pour construire la chapelle Saint-Joseph en 1885, réalisée par l'architecte Louis Sainte-Marie-Perrin.

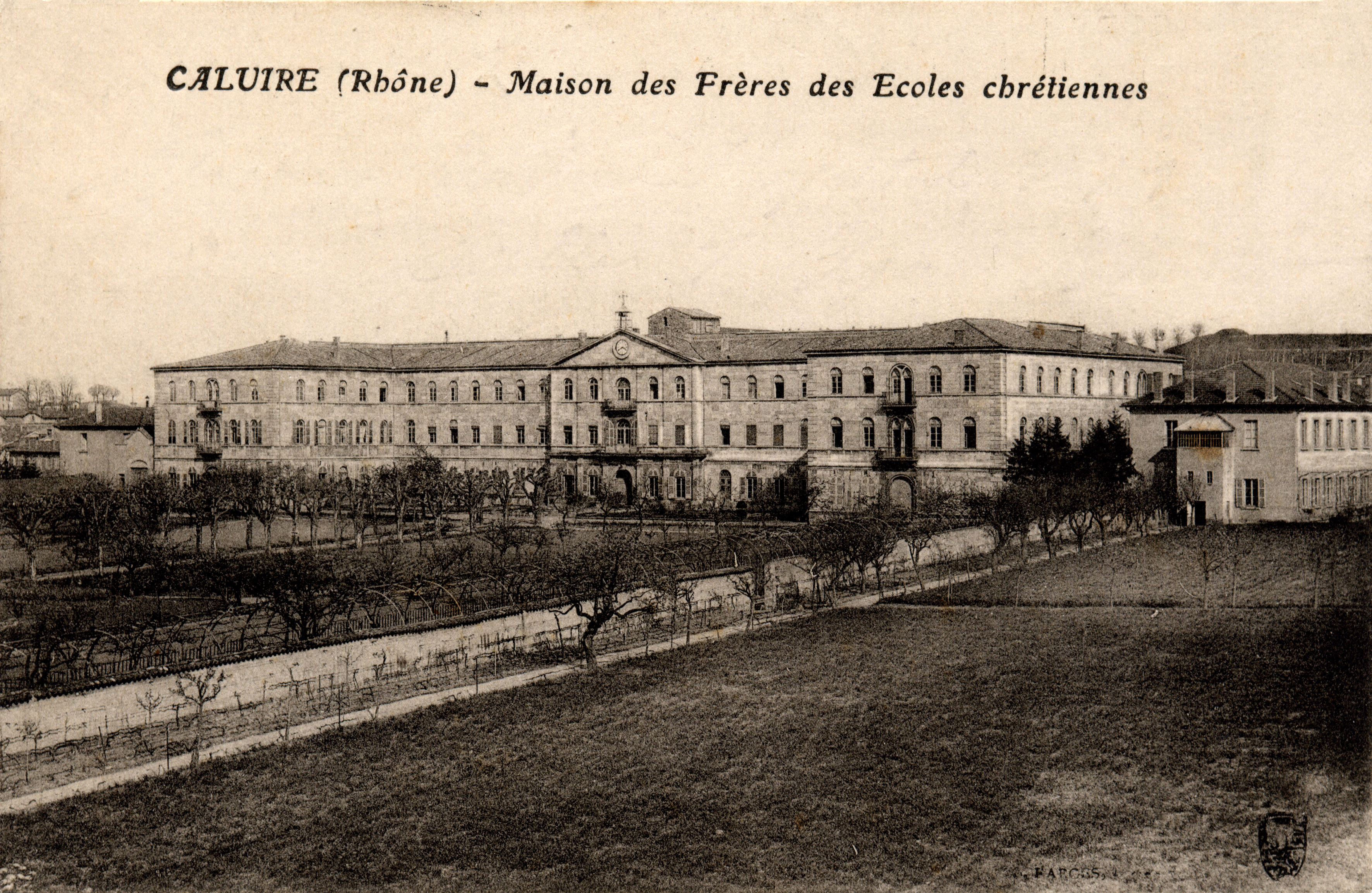
La Maison des Frères des Écoles chrétiennes en 1915.

Pendant les deux conflits mondiaux, l'école est transformée en hôpital militaire ; pendant la Première Guerre , on dénombre 370 lits et 6 272 admissions.
En 1972, la municipalité achète le bâtiment. De 1989 à 1992, d'importants travaux transforment l'intérieur du bâtiment. Les façades sont également restaurées.

## Architecture

### Dimensions du bâtiment
Les dimensions du bâtiment sont :
- 110 m de long ;
- 70 m de large dans sa plus grande largeur ;
- 20 m de haut.

### Protection
Les façades et toitures du bâtiment principal avec ses deux ailes et la chapelle font l’objet d’une inscription au titre des monuments historiques depuis le 17 juillet 1982.